# Katharina Gruber (Nordische Kombiniererin)
Katharina Gruber (* 26. August 2008) ist eine österreichische Nordische Kombiniererin.

## Werdegang
Gruber, die für Schiclub UVB Hinzenbach startet, gewann bei den Nordischen Skispielen der OPA 2022 in Gérardmer Gold im Gundersen-Rennen. Am 16. Dezember 2023 gelang ihr in Seefeld ihr erster Alpencup-Sieg. Ende Jänner 2024 nahm Gruber an den Olympischen Jugend-Winterspielen 2024 in Gangwon teil. Im Einzel belegte sie den 19. Platz, im Mixed-Team verpasste sie als Vierter um zwölf Sekunden das Podest. Eine Woche später trat Gruber an den Nordischen Junioren-Skiweltmeisterschaften in Planica an. Gemeinsam mit Jonas Fischbacher, Anna-Sophia Gredler und Paul Walcher wurde sie Vierte im Mixed-Team, beim Einzelrennen ging sie nicht an den Start. Am 16. Februar 2024 debütierte Gruber in Eisenerz im Continental Cup und erreichte dort den 18. Platz.
Im Sommer 2024 nahm Gruber erstmals am Grand Prix teil und wurde 18. in Tschagguns. Am 20. Dezember 2024 gab sie in Ramsau ihr Weltcup-Debüt. Im Massenstart belegte sie den 19. Platz, ehe sie tags darauf im Compact-Rennen Rang 24 belegte. Mitte Jänner trat sie in Eisenerz im Continental Cup an und lief als Neunte und Fünfte erstmals unter die besten Zehn. Bei der ersten Austragung des Nordic Combined Triples für Frauen in Seefeld war Gruber Teil der nationalen Gruppe und erreichte an allen Wettkampftagen die Punkteränge. Mitte Februar wurde sie für das österreichische Aufgebot für die Nordischen Skiweltmeisterschaften 2025 in Trondheim nominiert. Bei den Nordischen Junioren-Skiweltmeisterschaften 2025 in Lake Placid wurde sie gemeinsam mit Laura Pletz Vierte im Teamsprint. Im Einzel belegte sie den achten Platz. Zum Abschluss gewann sie gemeinsam mit Andreas Gfrerer, Anna-Sophia Gredler und Paul Walcher Silber im Mixed-Team. Bei den Nordischen Skiweltmeisterschaften 2025 in Trondheim belegte sie im Massenstart den 22. Platz und im Gundersen Einzel Rang 27.

## Statistik

### Continental-Cup-Platzierungen
| Saison  | Platz | Punkte |
| ------- | ----- | ------ |
| 2023/24 | 45.   | 054    |
| 2024/25 | 22.   | 106    |